# Lukáš Melich
Lukas Melich (né le 16 septembre 1980 à Jilemnice) est un athlète tchèque spécialiste du lancer de marteau. son club est le Dukla Praha et il mesure 1,86 m pour 110 kg.

## Biographie
Il a été champion tchèque en 2003, de 2006 à 2010 et en 2012. Son meilleur lancer était de 79,44 m en 2012, à Lovosice, avant qu'il ne dépasse pour la première fois les 80 m, avec 80,28 m à Szczecin le 15 juin 2013.
Le 12 août 2013, il remporte la médaille de bronze lors des Championnats du monde à Moscou derrière le Polonais Paweł Fajdek et le Hongrois Krisztián Pars.

## Palmarès
| Date | Compétition                         | Lieu                                | Résultat | Marque  |
| ---- | ----------------------------------- | ----------------------------------- | -------- | ------- |
| 2001 | Championnats d'Europe espoirs       | Amsterdam                           | 11e      | 66,41 m |
| 2003 | Universiade                         | Daegu                               | 4e       | 71,26 m |
| 2012 | Jeux olympiques                     | Londres                             | 5e       | 77,17 m |
| 2013 | Championnats du monde               | Moscou                              | 3e       | 79,36 m |
| 2013 | Challenge IAAF du lancer de marteau | Challenge IAAF du lancer de marteau | 3e       | —       |
| 2015 | Coupe d'Europe des clubs            | Mersin                              | 1er      | 75,38 m |
| 2015 | Championnats d'Europe par équipes   | Heraklion                           | 1er      | 74,85 m |

## Records
| Épreuve           | Performance | Lieu     | Date         |
| ----------------- | ----------- | -------- | ------------ |
| Lancer du marteau | 80,28 m     | Szczecin | 15 juin 2013 |